# Moros i Cristians de Banyeres de Mariola
Les Festes de Moros i Cristians de Banyeres de Mariola és una festivitat celebrada anualment a aquesta població de la comarca de l'Alcoià, i que recorda els enfrontaments medievals entre els bàndols islàmics i cristians. Tenen lloc entre el 22 i el 25 d'abril i són considerades d'Interés Turístic Nacional des de l'any 1988. L'organització de la Festa rep el suport de la Comissió de Festes de Sant Jordi, entitat de rang municipal, presidida pel regidor de Festes en representació de l'alcalde, en la qual estan representades totes les filaes i els agents que intervenen en la Festa.

## Història
És una celebració festiva arrelada en la història de moltes localitats de la comarca, així com del Comtat o Alt Vinalopó, entre altres comarques i indrets del País Valencià, encara que amb diferents noms i formes (autos, alardes, relaciones, soldadesca, dance, cavalhadas, morisma, moreska, morris dance, etc.) es representa en molts altres països de tradició cristiana, tant a Europa com a Amèrica. En el cas de Banyeres de Mariola es desconeix l'origen de la celebració, però sens dubte, amb lògiques transformacions, es remunta uns quants segles. Hi ha una primera font documental de començament del segle xviii, quan Felip V d'Espanya dona el privilegi a la vila, el 1708, perquè una soldadesca celebre l'esdeveniment amb arcabusseria. El 1747 hi ha una menció a una festa de Sant Jordi a la localitat. El 1786, els veïns de Banyeres aconsegueixen una dispensa de la prohibició dels trets d'arcabusseria que va aprovar quinze anys abans Carles III d'Espanya.

El botànic Antoni Josep Cavanilles i Palop hi va estar present en les festes de 1792, i va redactar la crònica següent: 
| « | "Apenas salimos del pinar se ve ya el castillo y pueblo de Bañeres construido en lo alto de un montecito, y en la cumbre de ese el castillo, sus calles en cuesta, y todo cubierto al oriente por el cabezo de un monte, que ya se reputa ramal o primer escalón para la Mariola. Hacían los de Bañeres en ese día la fiesta de San Jorge, la que continuaron en el siguiente con grande estruendo de tiros y ataques, representando la toma del castillo por los moros y la represa que después hicieron los cristianos." | » |

## La festa
Abans de la celebració pròpiament dita dels Moros i Cristians, cada setmana prèvia, els caps de setmana de març i abril tenen lloc les entraetes de les diverses filaes, de manera individual. El calendari festiu dels Moros i Cristians de Banyeres s'enceta el 22 d'abril, Dia de l'Entrada. Al matí hi té lloc una desfilada i ofrena amb banda de música, i al vespre, l'Entrada, on hi participen totes les filaes amb acompanyament de música. Quan acaba és la retreta, un recorregut pels carrers de la localitat amb fanals amb un tema satíricque han fet els membres de les filaes i els quals acaben cremats a la plaça Major. L'endemà és la Diada de Sant Jordi, qui ostenta la qualitat de patró. Hi tenen lloc els actes religiosos, com missa i processó, així com la desfilada infantil. També la diana, on desfila una esquadra de cada comparsa a primera hora del matí, les quals concursen entre elles. El dia 24 és el Dia de Moros i Cristians, també conegut com a Dia de les Ambaixades, i Dia dels Trons. Es representa una ambaixada la conquesta del castell per part del bàndol moro, primer, i després la segona ambaixada de la reconquesta per part del bàndol cristià, amb els simulacres de combat corresponents .
Per acabar, el dia 25 d'abril, Dia del Sant Crist, hi ha una solemne marxa en record dels difunts. La comitiva parteix del Morer, el mas on va arribar al 1780 la relíquia del patró Sant Jordi. D'ací marxa cap al cementeri, tot disparant arcabussos durant el trajecte. Una vegada al cementeri, els festers reten homenatge als seus difunts disparant unes salves amb els arcabussos, és un acte singular en de les celebracions de moros i cristians, pendent de la seua declaració com a Bé d'Interés Cultural. Una missa a l'aire lliure tanca el recorregut, prop de l'ermita del Sant Crist. Posteriorment, es proclamen els capitans del proper any i es baixa disparant cap a la Plaça Major, cap al migdia. Abans, en arribar a l'ermita de Santa Maria Magdalena s'escenifica l'acte de conversió del moro a cristià, anomenat Despojo del moro o Relación de San José, i es continua disparant cap a la plaça. A la vesprada, cada capità nou rep una imatge de sant Jordi, després d'haver passat un any a la casa de l'anterior capità de la filà.
A més, Banyeres ret homenatge a la relíquia de Sant Jordi tornant a celebrar festes de Moros i Cristians el primer cap de setmana de setembre. Són les anomenades Festes de la Relíquia. En aquesta ocasió es repeteixen alguns dels actes dels dos primers dies de les seues festes d'abril. En la Festa, els actes religiosos estan organitzats per la Confraria de Sant Jordi (associació pública de caràcter religiós constituïda en la Parròquia de Santa Maria de Banyeres de Mariola, fundada el 1928), en coordinació amb la Comissió de Festes de Sant Jordi.